# Споменик људском немару
Споменик људском немару се налази на Фрушкој гори, непосредно уз раскрсницу на превоју Иришки Венац, симболизује загађивање Фрушке горе, треба непрестано да опомиње на проблематику загађивања Националног парка Фрушка гора.
Откривен је 2010. године, а направљен је од железничких шина, које су офарбане у живе боје и укрштене у облику пешчаног сата. Висок је седам метара, а у горњем делу, у мрежи, налази се кабасти отпад који је пронађен на Фрушкој гори, попут делова аутомобила, делова шпорета и слично.
Споменик су саградили Војвођанска зелена иницијатива и Студентска асоцијација Факултета техничких наука у Новом Саду, уз подршку волонтера еколошких организација. Пројекат су подржали Министарство животне средине и просторног планирања, покрајински Секретаријат за спорт и омладину, Национални парк Фрушка гора, Железнице Србије, компанија „Лафарж” и Град Нови Сад.